# Isole della Spagna
Le isole principali della Spagna sono raggruppate in due arcipelaghi: le Isole Baleari e le Isole Canarie.
Le Baleari sono situate nel Mediterraneo, non lontano dalle coste della Comunità Valenciana e sono composte da quattro isole principali, Maiorca, Minorca, Ibiza e Formentera.
Le Canarie invece sono situate nell'Atlantico, al largo del Marocco meridionale. Geograficamente appartengono al continente africano. Sono Gran Canaria, Lanzarote, Fuerteventura, Tenerife, La Palma, La Gomera ed infine El Hierro. Ci sono poi altre isole minori, molto più piccole, come le Isole Cíes.

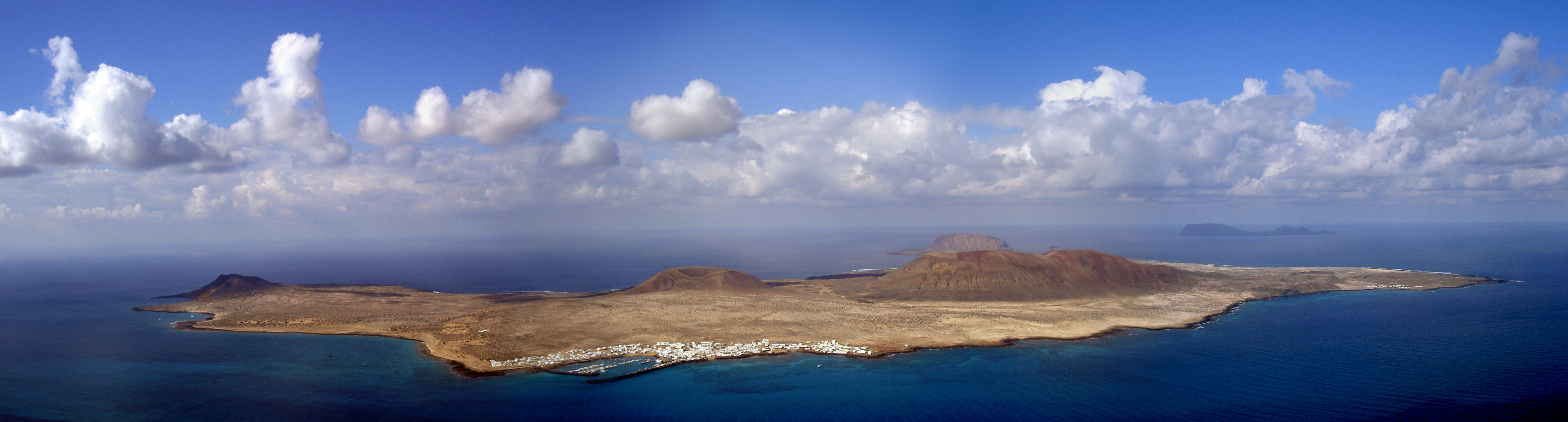
La Graciosa, piccola isola dell'arcipelago delle Canarie.

## Elenco (incompleto)
| Isola                                      | Arcipelago | Comunità autonoma   | Provincia                           | Municipio              | Superficie |
| ------------------------------------------ | ---------- | ------------------- | ----------------------------------- | ---------------------- | ---------- |
| Izaro                                      | -          | Paesi Baschi        | Biscaglia                           | Bermeo                 | 0,144      |
| Garraitz                                   | -          | Paesi Baschi        | Biscaglia                           | Lekeitio               | 0,065      |
| Santa Klara                                | -          | Paesi Baschi        | Gipuzkoa                            | Donostia-San Sebastián | 0,056      |
| Aketx                                      | -          | Paesi Baschi        | Biscaglia                           | Bermeo                 | 0,03       |
| Txatxarramendi                             | -          | Paesi Baschi        | Biscaglia                           | Sukarrieta             | 0,027      |
| Billano                                    | -          | Paesi Baschi        | Biscaglia                           | Gorliz                 | 0,018      |
| Isola dei Fagiani                          | -          | Paesi Baschi        | Gipuzkoa (condivisa con la Francia) | Irun                   | 0,0078     |
| Zorrotzaurre                               | -          | Paesi Baschi        | Biscaglia                           | Bilbao                 | 0,0078     |
| Montehano                                  | -          | Cantabria           | Cantabria                           | Escalante              | 0,37       |
| Santa Marina o Los Jorganes                | -          | Cantabria           | Cantabria                           | Ribamontán al Mar      | 0,2178     |
| Pedrosa                                    | -          | Cantabria           | Cantabria                           | Marina de Cudeyo       | 0,104      |
| Virgen del Mar                             | -          | Cantabria           | Cantabria                           | Santander              | 0,0795     |
| Isla del Castro                            | -          | Cantabria           | Cantabria                           | Santa Cruz de Bezana   | 0,0349     |
| Isla de San Pedruco                        | -          | Cantabria           | Cantabria                           | Noja                   | 0,0304     |
| Isla de la Oliva                           | -          | Cantabria           | Cantabria                           | Noja                   | 0,027      |
| Isla Conejera                              | -          | Cantabria           | Cantabria                           | Miengo                 | 0,023      |
| Urros de Liencres                          | -          | Cantabria           | Cantabria                           | Liencres               | 0,022      |
| isla Sarnosa o Castru los Carneros         | -          | Cantabria           | Cantabria                           | Val de San Vicente     | 0,02       |
| Isla de Mouro                              | -          | Cantabria           | Cantabria                           | Santander              | 0,0209     |
| Castril, Amío o Mío, Las Lastras de Pechón | -          | Cantabria           | Cantabria                           | Val de San Vicente     | 0,013      |
| La Pasiega o Solita                        | -          | Cantabria           | Cantabria                           | Miengo                 | 0,0063     |
| La Torre                                   | -          | Cantabria           | Cantabria                           | Santander              | 0,005      |
| Peñón de Moja el Rabo                      | -          | Cantabria           | Cantabria                           | Noja                   | 0,004      |
| Ratones o Marnay                           | -          | Cantabria           | Cantabria                           | Marina de Cudeyo       | 0,002      |
| Isla de la Horadada                        | -          | Cantabria           | Cantabria                           | Santander              | 0,0015     |
| Islote de Ansión                           | -          | Cantabria           | Cantabria                           | Santander              | 0,0015     |
| Isla Segunda                               | -          | Cantabria           | Cantabria                           | Miengo                 | 0,00124    |
| Isla Casilda                               | -          | Cantabria           | Cantabria                           | Miengo                 | 0,001      |
| Neptuno Niño                               | -          | Cantabria           | Cantabria                           | Santander              | n/d        |
| Oriñón                                     | -          | Cantabria           | Cantabria                           | Castro-Urdiales        | n/d        |
| Castro                                     | -          | Cantabria           | Cantabria                           | Noja                   | n/d        |
| Cuarezo                                    | -          | Cantabria           | Cantabria                           | Noja                   | n/d        |
| Llera                                      | -          | Cantabria           | Cantabria                           | Noja                   | n/d        |
| Águila                                     | -          | Cantabria           | Cantabria                           | Noja                   | n/d        |
| Suaces                                     | -          | Cantabria           | Cantabria                           | Noja                   | n/d        |
| Garfanta                                   | -          | Cantabria           | Cantabria                           | Noja                   | n/d        |
| Isla de la Hierba                          | -          | Cantabria           | Cantabria                           | Elechas                |            |
| La Campanuca                               | -          | Cantabria           | Cantabria                           | Elechas                |            |
| Deva                                       | -          | Asturie             | Asturie                             | Castrillón             | 0,07       |
| Pantorgas                                  | -          | Asturie             | Asturie                             | Tapia de Casariego     | 0,069      |
| Islas de Póo                               | -          | Asturie             | Asturie                             | Llanes                 | 0,052      |
| Isla Herbosa                               | -          | Asturie             | Asturie                             | Gozón                  | 0,042      |
| Isla del Castrón de Santiuste              | -          | Asturie             | Asturie                             | Llanes                 | 0,03       |
| Isla del Forcón                            | -          | Asturie             | Asturie                             | El Franco              | 0,028      |
| Isla de Borizo                             | -          | Asturie             | Asturie                             | Llanes                 | 0,028      |
| Isla del Carmen                            | -          | Asturie             | Asturie                             | Gozón                  | 0,022      |
| La Islona                                  | -          | Asturie             | Asturie                             | Llanes                 | 0,021      |
| Isla de Tapia                              | -          | Asturie             | Asturie                             | Tapia de Casariego     | 0,02       |
| Isla de Veiga                              | -          | Asturie             | Asturie                             | Navia                  | 0,02       |
| Isla Ballota                               | -          | Asturie             | Asturie                             | Llanes                 | 0,011      |
| Arousa                                     | -          | Galizia             | Pontevedra                          | A Illa de Arousa       | 6,32       |
| Isole Cíes                                 | -          | Galizia             | Pontevedra                          | Vigo                   | 4,34       |
| Ons                                        | -          | Galizia             | Pontevedra                          | Bueu                   | 4,14       |
| Sálvora                                    | -          | Galizia             | A Coruña                            | Ribeira                | 1,88       |
| A Toxa (Grande)                            | -          | Galizia             | Pontevedra                          | O Grove                | 1,10       |
| Isole Sisargas                             | -          | Galizia             | A Coruña                            | Malpica de Bergantiños | 0,68       |
| Cortegada                                  | -          | Galizia             | Pontevedra                          | Villagarcía de Arousa  | 0,54       |
| Onza                                       | -          | Galizia             | Pontevedra                          | Bueu                   | 0,32       |
| Isla de Tambo                              | -          | Galizia             | Pontevedra                          | Poio                   | 0,28       |
| Islas Estelas                              | -          | Galizia             | Pontevedra                          | Nigrán                 | 0,19       |
| Isla Coelleira                             | -          | Galizia             | Lugo                                | O Vicedo               | 0,16       |
| Isla de Tourís Novo                        | -          | Galizia             | Pontevedra                          | O Grove                | 0,15       |
| Islas de San Pedro                         | -          | Galizia             | A Coruña                            | A Coruña               | 0,15       |
| Islas Sagres                               | -          | Galizia             | A Coruña                            | Ribeira                | 0,135      |
| Isla de Vionta                             | -          | Galizia             | A Coruña                            | Ribeira                | 0,115      |
| Isla de Toralla                            | -          | Galizia             | Pontevedra                          | Vigo                   | 0,106      |
| Isla de A Marma                            | -          | Galizia             | Pontevedra                          | Sanxenxo               | 0,10       |
| A Toxa Pequena                             | -          | Galizia             | Pontevedra                          | Cambados               | 0,10       |
| Ansarón                                    | -          | Galizia             | Lugo                                | Xove                   | 0,10       |
| Guidoiro Areoso                            | -          | Galizia             | Pontevedra                          | A Illa de Arousa       | 0,09       |
| A Creba                                    | -          | Galizia             | A Coruña                            | Muros                  | 0,075      |
| Lobeiras                                   | -          | Galizia             | A Coruña                            | Carnota                | 0,07       |
| Centoleiras                                | -          | Galizia             | A Coruña                            | Ribeira                | 0,065      |
| Beiro                                      | -          | Galizia             | Pontevedra                          | Cambados               | 0,06       |
| Farallóns                                  | -          | Galizia             | Lugo                                | Cervo                  | 0,06       |
| Guidoiro Pedregoso                         | -          | Galizia             | Pontevedra                          | A Illa de Arousa       | 0,056      |
| Malveiras                                  | -          | Galizia             | Pontevedra                          | Villagarcía de Arousa  | 0,055      |
| Isla de Os Forcados                        | -          | Galizia             | A Coruña                            | Carnota                | 0,05       |
| Isla de Santa Comba                        | -          | Galizia             | A Coruña                            | Ferrol                 | 0,05       |
| Isla de Noro                               | -          | Galizia             | A Coruña                            | Ribeira                | 0,04       |
| Islas Briñas                               | -          | Galizia             | Pontevedra                          | Vilagarcía de Arousa   | 0,04       |
| Isla de A Rúa                              | -          | Galizia             | A Coruña                            | Ribeira                | 0,04       |
| Isla de San Simón                          | -          | Galizia             | Pontevedra                          | Redondela              | 0,03       |
| Isla de Area                               | -          | Galizia             | Lugo                                | Viveiro                | 0,03       |
| Isla de Pombeiro                           | -          | Galizia             | Pontevedra                          | O Grove                | 0,02       |
| Isla de Santa Cruz                         | -          | Galizia             | A Coruña                            | Oleiros                | 0,019      |
| Isla de O Penedo da Ínsua                  | -          | Galizia             | Lugo                                | Ribadeo                | 0,019      |
| Isla Herbosa                               | -          | Galizia             | A Coruña                            | Ribeira                | 0,016      |
| San Clemente                               | -          | Galizia             | Pontevedra                          | Marín                  | 0,014      |
| San Vicenzo                                | -          | Galizia             | A Coruña                            | Ortigueira             | 0,013      |
| San Antón (Pontevedra)                     | -          | Galizia             | Pontevedra                          | Redondela              | 0,012      |
| San Antón (A Coruña)                       | -          | Galizia             | A Coruña                            | A Coruña               | 0,011      |
| Pancha                                     | -          | Galizia             | Lugo                                | Ribadeo                | 0,011      |
| Gavoteira                                  | -          | Galizia             | A Coruña                            | Ribeira                | 0,011      |
| Isla de Santa Catalina                     | -          | Spagna              | Ceuta                               | Ceuta                  | n/d        |
| Isla Canela                                | -          | Andalusia           | Huelva                              | Ayamonte               | n/d        |
| Isla de La Gaviota                         | -          | Andalusia           | Huelva                              | Isla Cristina          | n/d        |
| Isla de Saltés                             | -          | Andalusia           | Huelva                              | Huelva                 | n/d        |
| Isla Mayor                                 | -          | Andalusia           | Siviglia                            | Isla Mayor             | n/d        |
| Las Palomas                                | -          | Andalusia           | Cadice                              | Tarifa                 | n/d        |
| Isla de León                               | -          | Andalusia           | Cadice                              | Cadice/San Fernando    | 43,86      |
| Trocadero                                  | -          | Andalusia           | Cadice                              | Puerto Real            | 5,24       |
| Sancti Petri                               | -          | Andalusia           | Cadice                              | San Fernando           | 0,097      |
| San Andrés                                 | -          | Andalusia           | Almería                             | Carboneras             | 0,0703     |
| Terreros                                   | -          | Andalusia           | Almería                             | Pulpí                  | 0,0111     |
| Isla Negra                                 | -          | Andalusia           | Almería                             | Pulpí                  | 0,006      |
| Alborán                                    | -          | Andalusia           | Almería                             | Almería                | 0,068      |
| San Sebastián                              | -          | Andalusia           | Cadice                              | Cadice                 | 0,045      |
| Piedra Salmedina                           | -          | Andalusia           | Cadice                              | Chipiona               | 0,0008     |
| Piedra del Hombre                          | -          | Andalusia           | Cadice                              | San Roque              | 0,0002     |
| Isla Mayor                                 | -          | Murcia              | Murcia                              | San Javier             | 0,938      |
| Isla Perdiguera                            | -          | Murcia              | Murcia                              | San Javier             | 0,258      |
| Isla Grosa                                 | -          | Murcia              | Murcia                              | San Javier             | 0,165      |
| Isla del Ciervo                            | -          | Murcia              | Murcia                              | Cartagena              | 0,163      |
| Isla del Fraile                            | -          | Murcia              | Murcia                              | Águilas                | 0,063      |
| Isla de Mazarrón                           | -          | Murcia              | Murcia                              | Mazarrón               | 0,08       |
| Isla de Escombreras                        | -          | Murcia              | Murcia                              | Cartagena              | 0,04       |
| Isla del Sujeto                            | -          | Murcia              | Murcia                              | Cartagena              | 0,024      |
| Rondella                                   | -          | Murcia              | Murcia                              | Cartagena              | 0,022      |
| Las Palomas                                | -          | Murcia              | Murcia                              | Cartagena              | 0,012      |
| Isla Plana (Cartagena)                     | -          | Murcia              | Murcia                              | Cartagena              | 0,01       |
| Tabarca                                    | -          | Comunità Valenciana | Alicante                            | Alicante               | 0,403      |
| Islas Columbretes                          | -          | Comunità Valenciana | Castellón                           | Castellón de la Plana  | 0,19       |
| Benidorm                                   | -          | Comunità Valenciana | Alicante                            | Benidorm               | 0,072      |
| Portitxol                                  | -          | Comunità Valenciana | Alicante                            | Jávea                  | 0,083      |
| Descubridor                                | -          | Comunità Valenciana | Alicante                            | Jávea                  | 0,025      |
| Medas                                      | -          | Catalogna           | Gerona                              | Torroella de Montgrí   | 0,22       |
| Port Lligat                                | -          | Catalogna           | Gerona                              | Cadaqués               | 0,084      |
| Encalladora                                | -          | Catalogna           | Gerona                              | Cadaqués               | 0,055      |
| Isla de S'Arenella                         | -          | Catalogna           | Gerona                              | Cadaqués               | 0,025      |
| Isla del Castellar                         | -          | Catalogna           | Gerona                              | Llançà                 | 0,022      |
| Islas Formigues                            | -          | Catalogna           | Gerona                              | Palamós                | 0,018      |
| Isla de Buda                               | -          | Catalogna           | Tarragona                           | Sant Jaume d'Enveja    | 10         |
| Isla Massa d'Or                            | -          | Catalogna           | Gerona                              | Cadaqués               | 0,007      |
| Maiorca                                    | -          | Baleari             | Baleari                             | -                      | 3 620,42   |
| Minorca                                    | -          | Baleari             | Baleari                             | -                      | 694,39     |
| Ibiza                                      | -          | Baleari             | Baleari                             | -                      | 571,04     |
| Formentera                                 | -          | Baleari             | Baleari                             | Formentera             | 83,20      |
| Cabrera                                    | -          | Baleari             | Baleari                             | Palma                  | 11,53      |
| Dragonera                                  | -          | Baleari             | Baleari                             | Andratx                | 2,52       |
| Espalmador                                 | -          | Baleari             | Baleari                             | Formentera             | 1,37       |
| Espardell                                  | -          | Baleari             | Baleari                             | Formentera             | 0,48       |
| Colom                                      | -          | Baleari             | Baleari                             | Mahón                  | 0,58       |
| Isla del Aire                              | -          | Baleari             | Baleari                             | Sant Lluís             | 0,34       |
| Isla del Rey                               | -          | Baleari             | Baleari                             | Mahón                  | 0,044      |
| Isla de Tosqueta                           | -          | Baleari             | Baleari                             | Es Mercadal            | 0,005      |
| Islote de Binicodrell                      | -          | Baleari             | Baleari                             | Es Migjorn Gran        | 0,004      |
| Tenerife                                   | -          | Canarie             | Santa Cruz de Tenerife              | -                      | 2 034,38   |
| Fuerteventura                              | -          | Canarie             | Las Palmas                          | -                      | 1 659,74   |
| Gran Canaria                               | -          | Canarie             | Las Palmas                          | -                      | 1 560,10   |
| Lanzarote                                  | -          | Canarie             | Las Palmas                          | -                      | 845,94     |
| La Palma                                   | -          | Canarie             | Santa Cruz de Tenerife              | -                      | 708,32     |
| La Gomera                                  | -          | Canarie             | Santa Cruz de Tenerife              | -                      | 369,76     |
| El Hierro                                  | -          | Canarie             | Santa Cruz de Tenerife              | -                      | 268,71     |
| La Graciosa                                | -          | Canarie             | Las Palmas                          | Teguise                | 29,00      |
| Alegranza                                  | -          | Canarie             | Las Palmas                          | Teguise                | 10,30      |
| Isola di Lobos                             | -          | Canarie             | Las Palmas                          | La Oliva               | 4,50       |
| Montaña Clara                              | -          | Canarie             | Las Palmas                          | Teguise                | 1,48       |
| Roques de Anaga                            | -          | Canarie             | Santa Cruz de Tenerife              | Santa Cruz de Tenerife | 0,100      |
| Roque de Garachico                         | -          | Canarie             | Santa Cruz de Tenerife              | Garachico              | 0,050      |
| Roque del Este                             | -          | Canarie             | Las Palmas                          | Teguise                | 0,045      |
| Roques de Salmor                           | -          | Canarie             | Santa Cruz de Tenerife              | Frontera/Valverde      | 0,035      |
| Roque del Oeste                            | -          | Canarie             | Las Palmas                          | Teguise                | 0,021      |
| Isole Chafarinas                           | -          | Plaza de soberanía  | Ninguna                             | Ninguno                | 0,52       |
| Isole Alhucemas                            | -          | Plaza de soberanía  | Ninguna                             | Ninguno                | 0,30       |
| Perejil                                    | -          | Plaza de soberanía  | Ninguna                             | Ninguno                | 0,30       |

- Illa de Arousa
- Isole Baleari
- Isole Canarie

- Gaztelugatxe
- Isla de las Palomas
- Isola dei Fagiani

- Isola di Sálvora
- Isole Alhucemas
- Isole Chafarinas
- Isole Columbretes
- Isole Medas
- Isola di Ons
- Isole Ons
- Peñón de Alhucemas
- Peñón de Vélez de la Gomera
- Tabarca (Spagna)
- Isola di Toxa Grande